# Chris Pratt
Chris Pratt, ameriški filmski in televizijski igralec, * 21. junij 1979, Virginia, Minnesota, Združene države Amerike.
Znan je predvsem po komičnih in akcijskih vlogah.
Kariero je začel z nastopanjem v TV-serijah in pritegnil pozornost z vlogo Andyja Dwyerja v nanizanki Parki in rekreacija (2009–2015). V tem obdobju je začel dobivati tudi pomembnejše stranske vloge v hollywoodskih filmih. Kot zvezdnik je prodrl leta 2014 z glavnima vlogama v animiranem Lego filmu ter znanstvenofantastični akcijski komediji Varuhi galaksije. Kot Peter Quill je Pratt igral v filmih Varuhi galaksije, Varuhi galaksije 2, Varuhi galaksije 3 in drugih Marvelovih filmih. 